# Hostal de la Muga
L'Hostal de la Muga és un edifici del municipi d'Albanyà inclòs en l'Inventari del Patrimoni Arquitectònic de Catalunya.

## Descripció
Masia situada a tocar la frontera francesa, a prop de l'església de Sant Corneli de Ribelles. Aquest edifici de planta rectangular, avui dia en avançat estat de ruïna, estava format per diferents cossos, amb diferents alçats. Tota la construcció era feta amb pedra vermellosa de la zona, tallada de manera irregular. Les obertures són rectangulars en la seva majoria, exceptuant alguna porta en arc de mig punt o la volta de canó que sosté la terrassa del primer pis a la façana principal. A l'interior encara es conserva en alguns espais l'embigat de cairats. Del conjunt cal destacar la pallissa annexa, construïda amb els mateixos materials que l'hostal, de planta rectangular amb teulat a dues vessants, i una porta d'accés en arc rebaixat i una finestra al primer pis de mig punt. Quan el 1992 va faltar el Met de la Muga, el darrer estadant, els propietaris el van deixar en l'abandó més absolut fins que ha esdevingut la ruïna actual (2020).

## Història
Aquest hostal tan apartat era un lloc mític freqüentat per excursionistes, romeus del Vallespir assistents a l'Aplec dels Francesos, contrabandistes, forces armades i maquis. Quico Sabater fou un maquis que continuà lluitant després de la fi de la Guerra Civil Espanyola el 1939. Sabater comandà un grup de guerrillers que des del sud de França feia incursions a Catalunya. Durant els anys 1956, 1957 i durant la seva última incursió l'any 1959, Quico Sabater va fer servir la ruta de l'Hostal de la Muga; tenia casa seva a menys de dos quilòmetres de la frontera. Podia baixar directament al riu Muga que el portava a Albanyà. En la ruta que es coneix com la de l'últim viatge, el 31 de desembre de 1959 sortí de la Canova Loubette (Vila-roja, Vallespir) cap a l'Hostal de la Muga, passà prop de Sant Julià de Ribelles, pel coll de Principi, pel coll de Bassegoda i per Lliurona, fins a Falgars.